# Mallerenga cuallarga de l'Himàlaia
La mallerenga cuallarga de l'Himàlaia (Aegithalos concinnus iredalei; syn: Aegithalos iredalei) és un tàxon d'ocell de la família dels egitàlids (Aegithalidae). Es troba a la serralada de l'Himàlaia. El seu estat de conservació es considera de risc mínim.

## Taxonomia
Segons el Handook of the Birds of the World i la quarta versió de la BirdLife International Checklist of the birds of the world (Desembre 2019), aquest tàxon tindria la categoria d'espècie. Tanmateix, altres obres taxonòmiques, com la llista mundial d'ocells del Congrés Ornitològic Internacional (versió 12.2, juliol 2022), el consideren encara una subespècie de la mallerenga cuallarga gorjanegra.